# Saint-Ouen-des-Alleux
Saint-Ouen-des-Alleux è un comune francese di 1 300 abitanti situato nel dipartimento dell'Ille-et-Vilaine nella regione della Bretagna.
Il territorio comunale è bagnato dal fiume Minette.

## Società

### Evoluzione demografica
Abitanti censiti